# Ronald Puma
Ronald Puma Caballero (Potosí, 23 de mayo de 1980) es un exfutbolista boliviano. Se desempeñó como delantero.

## Biografía
Ronald Puma nació el 23 de mayo de 1980 en la ciudad de Potosí. Es hijo del futbolista Freddy Puma Jiménez.
Actualmente juega el futsal en la ASOCIACIÓN MUNICIPAL DE FUTSAL DE ORURO (A.M.F.O) en el Club Deportivo Chasqui.

## Clubes
| Club                    | País      | Año         |
| ----------------------- | --------- | ----------- |
| Real Potosí             | Bolivia   | 2000        |
| Iberoamericana          | Bolivia   | 2001        |
| Real Potosí             | Bolivia   | 2005        |
| Universitario de Potosí | Bolivia   | 2005        |
| Universitario (USFX)    | Bolivia   | 2006 - 2007 |
| Guabirá                 | Bolivia   | 2008        |
| Nacional Potosí         | Bolivia   | 2008 - 2009 |
| San José                | Bolivia   | 2009 - 2010 |
| Nacional Potosí         | Bolivia   | 2011        |
| San José                | Bolivia   | 2012 - 2013 |
| Real Potosí             | Bolivia   | 2013        |
| Club Unión Maestranza   | Bolivia   | 2013        |
| San José                | Bolivia   | 2014 - 2016 |
| Universitario (USFX)    | Bolivia   | 2016        |
| Deportivo Concepción    | Bolivia   | 2017        |
| San Isidro              | Bolivia   | 2018        |
| Deportivo Escara        | Bolivia   | 2019        |
| Afiz                    | Bolivia   | 2021        |
| Club Deportivo Chasqui  | 🇧🇴Bolivia | 2024        |

### Hat-tricks en su carrera
| 1 | 7 de mayo de 2015 | Estadio Jesús Bermúdez, Oruro | San José - Oriente Petrolero |  | 4 - 1 | Torneo Clausura 2015 |

## Palmarés

### Títulos regionales
| Título            | Club            | País    | Año  |
| ----------------- | --------------- | ------- | ---- |
| Primera "A" (AFP) | Nacional Potosí | Bolivia | 2007 |
| Primera "B" (AFO) | San Isidro      | Bolivia | 2018 |